# Sylvia Geszty

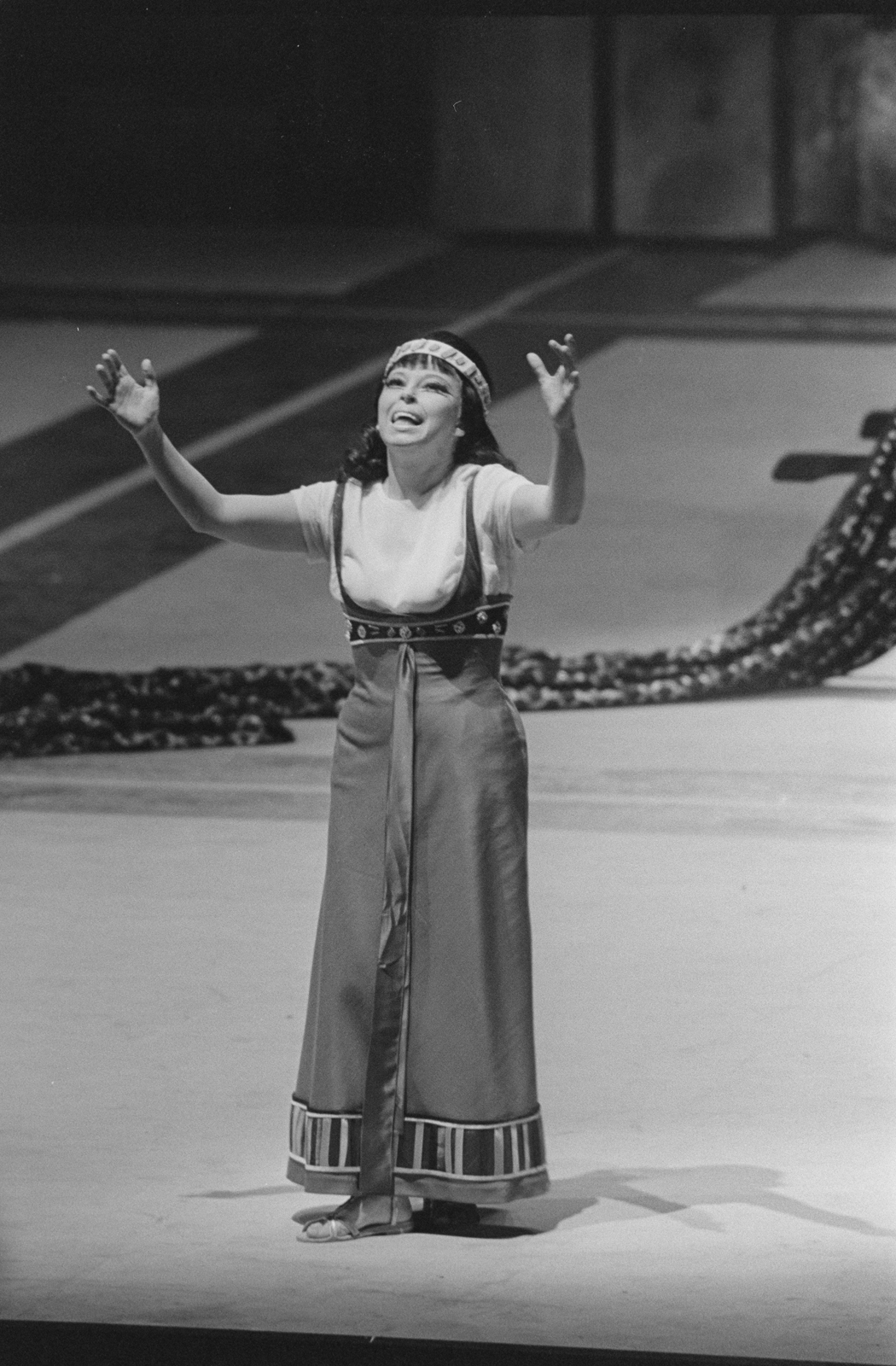
Sylvia Geszty als Cleopatra in Giulio Cesare in Egitto von Georg Friedrich Händel, Foto: Abraham Pisarek, Berlin 1970

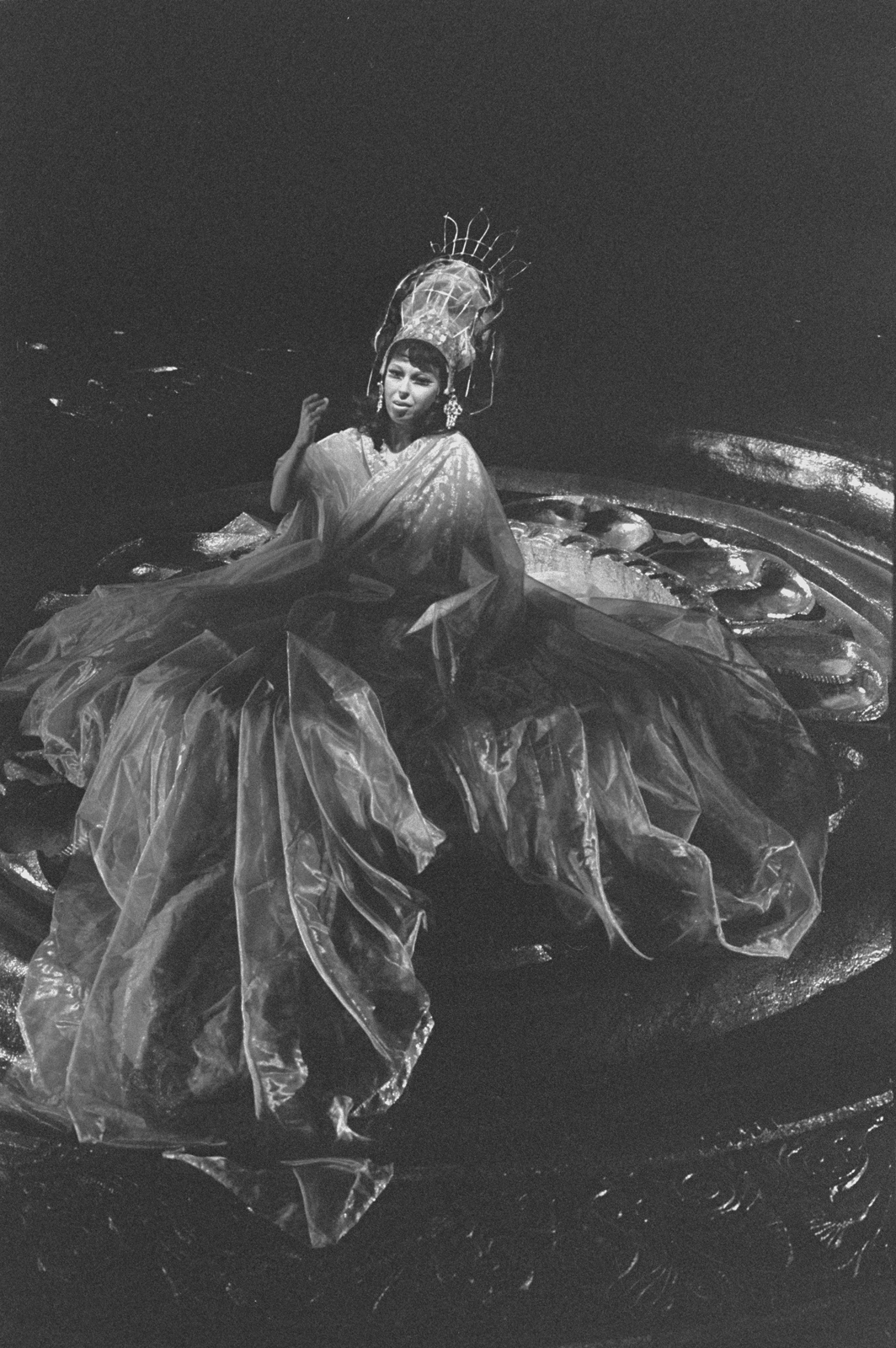
Sylvia Geszty als Cleopatra,
Foto: Ders., Berlin, 1970

Sylvia Geszty, ungarisch Szilvia Geszty, eigentlich Szilvia Mária Ilona Wytkowsky (* 28. Februar 1934 in Budapest; † 13. Dezember 2018 in Stuttgart) war eine ungarisch-deutsche Opernsängerin (Koloratursopran), die insbesondere durch ihre Interpretationen von Koloraturpartien internationalen Ruf erlangte.

## Leben
Die junge Sylvia wollte Tänzerin oder Schauspielerin werden, an eine Karriere als Sängerin dachte sie zunächst nicht. Nach dem Abitur entschied sie sich dafür, ihre Stimme ausbilden zu lassen und studierte an der Franz-Liszt-Musikakademie in Budapest, u. a. bei Erzsébeth Hoor-Tempis. Schon während ihres Studiums gewann die junge Frau verschiedene Gesangswettbewerbe, beispielsweise den Internationalen Robert-Schumann-Wettbewerb für Klavier und Gesang in Berlin. 1959 debütierte sie an der Budapester Nationaloper und avancierte sogleich zur Solistin der Ungarischen Philharmonischen Gesellschaft. Zwei Jahre später folgte die inzwischen schon bekannte Sängerin einem Ruf an die Berliner Staatsoper (Antrittsrolle Amor im Orpheus von Christoph Willibald Gluck), wo man sie frenetisch als die Primadonna unter den Linden feierte. Zur gleichen Zeit war sie noch an der Komischen Oper Berlin engagiert. Die Künstlerin, der 1966 der Kunstpreis der DDR verliehen und die 1968 zur Kammersängerin erhoben wurde, gestaltete große Partien der Opern- und Operettenliteratur, dabei insbesondere bedeutende Rollen des Koloraturfachs, wie beispielsweise die Königin der Nacht in Wolfgang Amadeus Mozarts Zauberflöte, die Lucia in Lucia di Lammermoor von Gaetano Donizetti oder die Zerbinetta in Ariadne auf Naxos von Richard Strauss. In Berlin nahm sie weiterhin Gesangsunterricht bei Dagmar Freiwald-Lange. Auch unternahm sie viele äußerst erfolgreiche Gastspielreisen und sang u. a. bei den Opernfestspielen in München und Salzburg.
1970 übersiedelte die international bekannte Sängerin nach Westdeutschland und wurde festes Ensemblemitglied der Staatsoper Stuttgart. Als Rosina in der Oper Der Barbier von Sevilla feierte sie einen glänzenden Einstieg. Zudem war sie ständiger Gast der Bayerischen Staatsoper in München. Die Sopranistin sang an fast allen großen Opernhäusern der Welt, in Hamburg, Paris, Brüssel, Moskau, Amsterdam, London, Buenos Aires, Los Angeles, Wien u. a. m. Auch bei den Opernfestspielen in Glyndebourne brillierte sie von 1971 bis 1972 als Zerbinetta in Ariadne auf Naxos und als Konstanze in Die Entführung aus dem Serail.
Die vielseitige Koloratursopranistin war darüber hinaus eine profilierte Lied- und Oratoriensängerin, eine hochgeschätzte Operetteninterpretin und Chansonnière. Von 1975 bis 1997 unterrichtete sie (später als Professorin) Sologesang an der Hochschule für Musik und Darstellende Kunst Stuttgart. In gleicher Funktion war sie von 1985 bis 1991 auch in Zürich am Konservatorium tätig. Über 20 Jahre leitete die erfahrene Gesangspädagogin Meisterklassen in Deutschland, Polen, Österreich, Finnland, Luxemburg, Japan und in den USA. Bekannte Schüler von ihr sind z. B. Norbert Schmittberg, Katarzyna Dondalska, Gabriella Pittnerova, Melanie Diener, Gunda Baumgärtner, Hermine May, Jutta Böhnert, Anke Sieloff, Annette Luig, Marlis Petersen, Gabriele Rossmanith, Regina Kabis und Lauren Newton.
Seit 1988 findet der von Sylvia Geszty initiierte Internationale Koloraturgesangswettbewerb statt und 1998 erfolgte ihr Einstand als viel beachtete Opernregisseurin (mit Don Pasquale am Theater in Poznań, Polen). Eine Fülle von Platteneinspielungen, Fernsehauftritten (über 80 Sendungen für ARD und ZDF) und Filmen bis hin zu Unterhaltungssendungen im Hörfunk runden ihr vielseitiges Repertoire ab. Zu ihrem 70. Geburtstag publizierte die Sängerin ihre Autobiografie Königin der Koloraturen. Erinnerungen.

## Theater
- 1961: Kurt Schwaen: Leonce und Lena (Rosetta) – Regie: Erich-Alexander Winds (Deutsche Staatsoper Berlin – Apollosaal)
- 1962: Giuseppe Verdi: Ein Maskenball (Page Oskar) – Regie: Erich-Alexander Winds (Deutsche Staatsoper Berlin)
- 1963: Engelbert Humperdinck: Hänsel und Gretel (Taumännchen) – Regie: Erich-Alexander Winds (Deutsche Staatsoper Berlin)
- 1964: Richard Strauss: Ariadne auf Naxos (Zerbinetta) – Regie: Erhard Fischer (Deutsche Staatsoper Berlin)
- 1965: Rudolf Wagner-Régeny: Die Bürger von Calais (Engl. Königin) – Regie: Fritz Bennewitz (Deutsche Staatsoper Berlin)
- 1965: Wolfgang Amadeus Mozart: Così fan tutte (Italienische Fassung – Despina) – Regie: Erich-Alexander Winds (Deutsche Staatsoper Berlin)
- 1967: Giacomo Puccini: La Bohème (Italienische Fassung – Musette) – Regie: Erhard Fischer (Deutsche Staatsoper Berlin)
- 1968: Gioachino Rossini Der Barbier von Sevilla (in deutscher Sprache, Rosina) – Regie: Ruth Berghaus  (Deutsche Staatsoper Berlin)

## Autobiografie
- Königin der Koloraturen. Erinnerungen. Parthas, Berlin 2004, ISBN 978-3-936324-09-9.

## Diskografie (Auswahl)

### Oper und Operette
- Georg Friedrich Händel: Imeneo, mit Renate Krahmer, Hans-Joachim Rotzsch, Günther Leib, Siegfried Vogel, Händel Festspiel-Orchester Halle, Rundfunkchor Leipzig, Horst-Tanu Margraf (Eterna, 1967)
- Richard Strauss: Ariadne auf Naxos (als Zerbinetta), mit Gundula Janowitz, Teresa Zylis-Gara, James King, Hermann Prey, Theo Adam u. a., Staatskapelle Dresden, Rudolph Kempe (EMI, 1969/1992)
- Wolfgang Amadeus Mozart: Cosi fan tutte (Opernquerschnitt in deutscher Sprache; als Fiordiligi), Celestina Casapietra, Annelies Burmeister, Peter Schreier, Günther Leib, Theo Adam, Staatskapelle Berlin, Otmar Suitner (Berlin Classics, 1970)
- Peter Cornelius: Der Barbier von Bagdad (als Margiana), mit Bernd Weikl, Trudeliese Schmidt, Gerhard Unger, Adalbert Kraus, Karl Ridderbusch u. a., Chor des Bayerischen Rundfunks, Münchner Rundfunkorchester, Heinrich Hollreiser (BMG 1973/RCA Classics 1996)
- Wolfgang Amadeus Mozart: Die Zauberflöte (als Königin der Nacht), mit Peter Schreier, Helen Donath, Theo Adam, Günther Leib, Renate Hoff, Rundfunkchor Leipzig, Staatskapelle Dresden, Otmar Suitner (Eterna, 1974)
- Wolfgang Amadeus Mozart: Der Schauspieldirektor (als Madame Herz), mit Peter Schreier u. a., Kammerorchester Berlin, Helmut Koch (Berlin Classics, 1995)
- Franz Lehár: Giuditta (Querschnitt; Titelpartie), mit Rudolf Schock u. a., Berliner Symphoniker, Werner Schmidt-Boelcke (Eurodisc, 1989)

### Soloprogramme u.a.
- Toujours L'Amour - Sylvia Geszty singt Welterfolge aus Konzert, Operette und Tonfilm, mit Berliner Symphoniker, Fried Walter (Eurodisc, 1969)
- Italienische und französische Koloraturarien (aus: Der Barbier von Sevilla, La Bohème, La Traviata, Roméo et Juliette, Hamlet, Marguerite, Mignon), Dresdner Philharmonie, Kurt Masur (Telefunken)
- Lied der Nachtigall (+ Frühlingsstimmenwalzer, Il Bacio, Bravour-Variationen über „Ach, Mama ich sag'es Dir“, Operettenarien u. a.), Dresdner Philharmonie, Heinz Rögner (Berlin Classics, 1969/1995)
- Wolfgang Amadeus Mozart: Konzertarien, Staatskapelle Dresden, Otmar Suitner (Telefunken, 1970)
- Sylvia Geszty singt Opernarien von Mozart, Bellini, Donizetti, Leoncavallo, Puccini (aus: Die Zauberflöte, Le nozze di Figaro, Die Entführung aus dem Serail, La sonnambula, Don Pasquale, Madama Butterfly, Bajazzo), Berliner Symphoniker, Wilhelm Schüchter (Eurodisc, (Jahr ?))
- Sylvia Geszty singt Opernarien von Mozart, Donizetti, Delibes (aus: Die Entführung aus dem Serail, Lucia di Lammermoor, Lakmé), Berliner Symphoniker, Wilhelm Schüchter (Eurodisc, (Jahr ?))
- Illusionen - Sylvia Geszty singt internationale Walzer, Berliner Symphoniker, Robert Stolz (Eurodisc, (Jahr ?))
- An Opera Recital
- Ein Opernabend
- Zwei Herzen im Dreivierteltakt